# 卡尔部队十字勋章

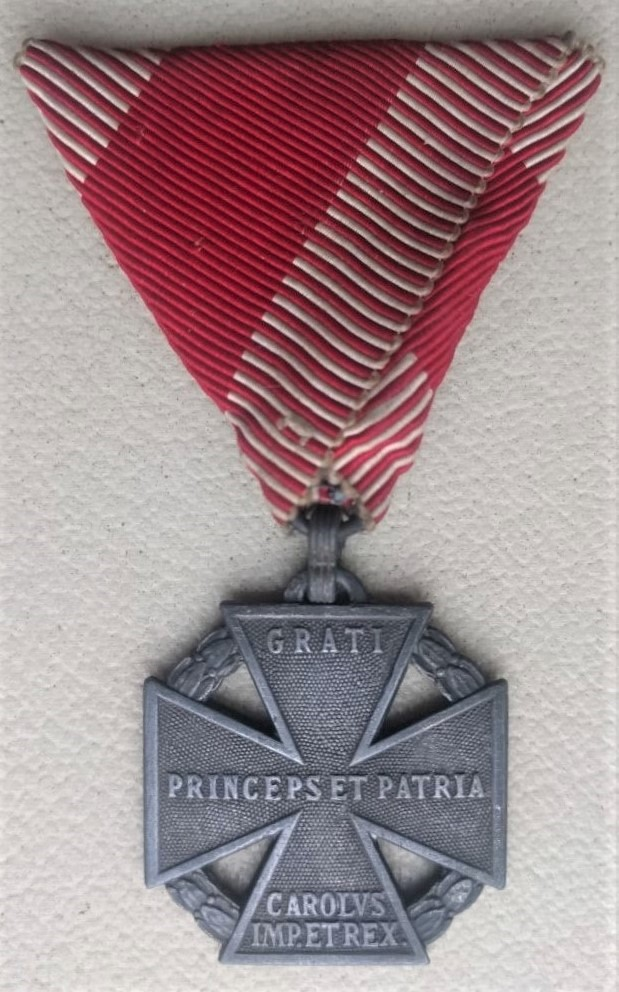
卡尔部队十字勋章

卡尔部队十字勋章是1916年12月13日，奥匈帝国皇帝卡爾一世设立的奖章。在第一次世界大战结束前参军的奥匈帝国所有武装力量人员，无论军衔高低，只要曾在一支作战部队服役至少12周并至少参与过一次作战，便能获颁该奖章。在協約國战线上空完成至少10次飞行任务的航空部队人员也可获颁该奖章。该奖章共颁发过651000枚。